# Grignon (Saboia)
Grignon é uma comuna francesa na região administrativa de Auvérnia-Ródano-Alpes, no departamento da Saboia. Estende-se por uma área de 9.29 km². Em 2010 a comuna tinha 2 151 habitantes (densidade: 231,5 hab./km²).